# Baan jezik
Baan jezik (baan-ogoi, goi, ogoi: ISO 639-3: bvj), zapadnoogonski jezik šire skupine cross river, nigersko-kongoanska porodica, koji se govori u nigerijskoj državi Rivers, u Području lokalnih samouprava (LGA) Gokana, Tai i Eleme. 
5.000 govornika (1990). Postoje dva dijalekta: ka-ban i kesari. Srodan mu je eleme.

## Vanjske poveznice
- Ethnologue  (14th)
- Ethnologue  (15th)